# Jean Pierre Ndongo
Jean Pierre Ndongo (ur. 5 lutego 1986 w Jaunde) – kameruński siatkarz grający na pozycji przyjmującego; reprezentant kraju.
Debiutował w klubie Sonel VB. Obecnie reprezentuje barwy Volley Menen.